# كوكو جامبو
كوكو جامبو (بالإنجليزية: Coco Jamboo)‏ هي أُغنية غُنيت من فرقة مستر بريسدنت بطريقة اليورودانس. أُطلِقت في مارس 1996، وهي الأغنية الرئيسية من الألبوم الثاني للفرقة «نحن نرى نفس الشمس».
حققت الأغنية نجاحاً كبيراً في العديد من الدول الأوروبية، والوصول إلى المراكز العشرة الأولى على العديد من الإحصائيات الأوروبية. كما أعطى كل مُنهم دخول الرسم البياني الوحيد في الولايات المتحدة، وبلغت ذروتها عند وصولها إلى المرتبة 21 على الولايات المتحدة حسب تصنيف بيلبورد هوت 100 في سبتمبر 1997.